# Extremadura UD
Extremadura Unión Deportiva, kurz Extremadura UD war ein spanischer Fußballverein aus der Stadt Almendralejo in der Provinz Badajoz in der autonomen Gemeinschaft Extremadura. Der Verein spielte zuletzt in der Segunda División B, der dritthöchsten spanischen Fußballliga. 2022 wurde er nach finanziellen Schwierigkeiten aufgelöst.

## Geschichte

### Durchmarsch von der Sechst- in die Drittklassigkeit
Die Geschichte der Extremadura UD begann etwa um das Jahr 2007, als der ebenfalls aus Almendralejo stammende Club de Fútbol Extremadura bereits mit erheblichen finanziellen Schwierigkeiten zu kämpfen hatte. Bereits zu dieser Zeit überlegte man einen neuen Verein in der Stadt zu gründen oder gegebenenfalls den 1986 gegründeten und im unterklassigen Amateurfußball vertretenen Klub Atlético San José Promesas zu übernehmen. Dennoch entschied man sich für eine komplette Neugründung, wobei der von vielen Seiten geförderte Klub im Sommer 2007 öffentlich vorgestellt wurde. Als erster Präsident des Klubs, der als Alternative des einstigen Erfolgsklubs der Region gegründet wurde, fungierte Diego Madera, unter dessen Führung der neue Vereins in der Saison 2010/11 erstmals in der dritthöchsten spanischen Spielklasse agierte und der dem Verein bis zu seinem Rückzug aus dem Präsidentenamt im Sommer 2014 treu blieb.
Seinen Spielbetrieb nahm der neue Klub noch in der Saison 2007/08 in der regionalen 1ª Categoría, der spanischen Sechstklassigkeit, auf und wurde unter Trainer Juan Francisco Godoy, genannt Pinky, in dieser umgehend Meister. 2008/09 traf Extremadura UD in der fünftklassigen Regional Preferente auf den CF Extremadura und stieg, während der ältere der beiden Klubs die Saison lediglich auf dem 17. Platz abschloss, als abermaliger Meister in die nächsthöhere Tercera División auf. In der Tercera División 2009/10 spielte die Herrenmannschaft in der Gruppe 14, die Vereine aus der Extremadura umfasst. In dieser noch regionalen Gruppe rangierte der Klub im Endklassement der regulären Spielzeit mit 22 Punkten Rückstand auf den Gruppensieger CD Badajoz und zehn Punkten Rückstand auf den Zweitplatzierten Jerez CF auf dem dritten Tabellenplatz. In den saisonabschließenden Aufstiegs-Play-offs schaffte es die Extremadura UD nur aufgrund der Auswärtstorregel von der ersten Runde in das Semifinale und von diesem ebenfalls nur aufgrund dieser Regel in die abschließende Finalrunde. In dieser setzte sich das Team im Hinspiel mit 4:2 gegen Atlético Mancha Real durch und war nach dem 0:0-Remis im Rückspiel einer der Aufsteiger aus der vierthöchsten spanischen Fußballliga in die dritthöchste des Landes. Am Ende derselben Spielzeit wurde der in der fünften Liga vertretene CF Extremadura, der zuletzt nur mehr von der Gemeinde Almendralejo und somit von der öffentlichen Hand gehalten wurde, endgültig aufgelöst.

### Fünf Jahre in der Tercera División und erste Pokalteilnahme
Unter Trainer Juan Marrero Roig, der die Mannschaft auch bereits 2009/10 betreute, und dessen Nachfolger José Diego Pastelero, sowie Raúl Procopio, der das Traineramt Anfang März 2011 übernahm, nahm der Verein an der Segunda División B 2010/11 teil. Gleichzeitig hatte es der zweite Klub aus Almendralejo, Atlético San José Promesas, in die Viertklassigkeit geschafft und nahm ab dieser Spielzeit erstmals mit einer Herrenmannschaft in der Gruppe 14 der Tercera División teil. In der Segunda División B konnte man sich jedoch nicht halten und stieg als 19. und damit Vorletzter der Gruppe 1 direkt wieder in die Tercera División ab. In den nächsten Spielzeiten spielte der Verein immer vorne mit, hatte er aber auch in dieser Zeit etliche Trainerwechsel zu verzeichnen. Auch Raúl Procopio folgte im Sommer mit Agustín Izquierdo der am längsten amtierende Trainer der Extremadura UD. Unter ihm erreichte der Klub im Endklassement der Gruppe 14 der Tercera División der Saison 2011/12 den dritten Tabellenplatz und qualifizierte sich durch diesen für die meisterschaftsentscheidenden Aufstiegs-Play-offs. Nach einem Gesamtergebnis von 2:1 über Haro Deportivo (2:0 und 0:1) und einem Gesamtscore von 4:2 über Espanyol Barcelona B (2:1 und 2:1) schaffte es die Mannschaft in die über den Aufstieg in die dritte Liga oder den Verbleib in der vierten Liga entscheidende Finalrunde. In diesem unterlag Extremadura zuerst im Hinspiel gegen Atlético Sanluqueño mit 0:1 und verlor daraufhin auch das anschließende Rückspiel mit 2:1, was den Verbleib in der Tercera División bedeutete.
2012/13 gelang unter Agustín Izquierdo sogar der erste Platz am Ende der regulären Spielzeit in der Gruppe 14 der Tercera División mit neun Punkten Vorsprung auf den Verfolger Badajoz UD (nicht zu verwechseln mit dem einstigen Profiklub CD Badajoz, der in dieser Saison gerade den Neustart in der spanischen Sechstklassigkeit wagte). In den anschließenden Aufstiegs-Play-offs der Gruppensieger scheiterte Extremadura, nach knappen Ergebnissen gegen den CD Toledo und den FC Utebo, im Halbfinale der normalen Aufstiegs-Play-offs ebenfalls mit einem knappen Gesamtscore von 2:2 aufgrund der Auswärtstorregel gegen die B-Mannschaft des FC Granada und musste abermals in der vierthöchsten spanischen Fußballliga verblieben. Das Rückspiel gegen Granada, das in einem 2:1-Sieg von Extremadura endete, fand vor einer historischen Kulisse von über 6.000 Zuschauern im heimischen Estadio Francisco de la Hera statt. Nach dem neuerlichen verpassten Aufstieg verließ Izquierdo den Verein; auf den Trainerposten folgte ihm José Luis Diezma, der zuletzt zwei Jahre lang als Trainer bei Real Ávila tätig war und mit dem Klub in der Saison 2012/13 erstmals am spanischen Fußballpokal teilnahm. Diezma wurde jedoch nach etwas mehr als zwei Monaten im Amt wieder beurlaubt und durch Adolfo Muñoz. Während Diezma mit der Mannschaft vier Pflichtspiele in Folge verloren hatte (darunter fiel auch die erstmalige Teilnahme der Extremadura UD am spanischen Fußballpokal, als die Mannschaft in der ersten Runde der Copa del Rey 2013/14 mit 1:2 gegen den Drittligisten Albacete Balompié unterlag) agierte Muñoz zwar erfolgreicher, erreichte mit dem Team im Endklassement 2013/14 jedoch auch nur einen sechsten Platz in der abermals um Startplatz erweiterten Gruppe 14 der Tercera División.
In der Saison 2014/15, vor Beginn dieser der Präsident Diego Madera zurückgetreten war, übernahm das Traineramt Francisco Javier Diosdado García, genannt Cisqui. Dieser wurde jedoch noch während der laufenden Saison im April 2015 durch den altbekannten Juan Marrero Roig ersetzt. Unter Roig erreichte die Mannschaft in der wieder auf 20 Team reduzierten Gruppe 14 hinter dem Erzrivalen Mérida AD noch einen zweiten Tabellenplatz am Ende der regulären Spielzeit und scheiterte ein weiteres Mal an den Aufstiegs-Play-offs; diesmal bereits im Halbfinale. Der erneute Aufstieg in die dritthöchste Liga gelang allerdings erst 2016 wieder. Juan Marrero Roig führte seine Mannschaft in der Tercera División 2015/16 zum Gruppensieg in einem dicht gestaffelten obersten Tabellenfünftel. Als Gruppensieger nahm Extremadura daraufhin am Aufstiegs-Play-off der Gruppensieger teil und bezwang die UB Conquense nach einem 0:0 im Hinspiel mit 2:0 im Rückspiel, was den neuerlichen Aufstieg in die drittklassige spanische Segunda División B bedeutete. 

### Rückkehr in die Segunda División B und Aufstieg in die Zweitklassigkeit
Nach dem Aufstieg trennte sich die Vereinsführung von Juan Marrero Roig als Trainer und engagierte den erst 28-Jährigen Diego Merino als neuen Cheftrainer. Dieser saß in insgesamt zehn Pflichtspielen der Extremadura UD auf der Ersatzbank und musste den Verein Mitte Oktober bereits wieder verlassen. Den Klub hatte er immerhin in die zweite Runde der Copa del Rey 2016/17 geführt, konnte aber ansonsten nur einen weiteren Sieg (1:0-Erfolg über Real Linense zwischen dem Erst- und Zweitrundenspiel im Pokal) verzeichnen und blieb mit dem Team bei den restlichen Partien sieglos. Bereits vor dem Beginn dieser Spielzeit hatte die Vereinsführung mit der Gruppe COINSA eine Vereinbarung getroffen, die den Verein in spätestens drei Jahren in den Profifußball bringen sollte, woraufhin der Verein im Winter 2016/17 von ebendieser aufgekauft wurde. Nachdem auch Merinos Nachfolger auf dem Trainerposten, der 39-jährige einstige spanische Nationalspieler Juan Velasco Damas, kläglich scheiterte und nach zwei Siege, zwei Unentschieden und sieben Niederlagen aus acht Ligaspielen Ende Dezember wieder seinen Arbeitsplatz räumen musste, erfolgte in besagter Winterpause der Umbruch im Verein. Insgesamt gab es 13 Neuverpflichtungen auf der Spielerseite, auch der Trainer und der Sportdirektor wurden ausgewechselt. Als neuer Trainer wurde der ehemalige Profispieler Juan Sabas, der bereits einige Jahre Erfahrung als Trainer vorzuweisen hatte, engagiert. Sabas blieb bis zum Saisonende und sollte der Mannschaft von den Abstiegsplätzen wegführen, was ihm schlussendlich mit einem 13. Platz im Endklassement auch gelang.
In der Vorbereitung auf die Spielzeit 2017/18 absolvierte die Herrenmannschaft der Extremadura UD anlässlich des zehnjährigen Bestehens des Vereins ein Freundschaftsspiel gegen den spanischen Erstligisten Betis Sevilla. Nachdem Juan Sabas den Verein im Sommer wieder verlassen hatte, übernahm Agustín Izquierdo, der bereits von 2011 bis 2013 über einen Zeitraum von zwei Jahren als Trainer des Teams fungierte, das Traineramt. Bereits Mitte Oktober wurde Izquierdo nach durchwegs ausgeglichenen neun Meisterschaftsspielen wieder von seinen Pflichten entbunden und durch Manolo Ruiz ersetzt. Auch für Ruiz war es nach 16 Meisterschaftsspielen wieder Zeit für einen Abgang; bis zu diesem Zeitpunkt hatte er es mit dem Team auf acht Siege, vier Unentschieden und vier Niederlagen gebracht; von seinen letzten fünf Ligaspielen im Amt gewann er nur mehr eines. Ihm folgte der einstige spanische Internationale und Starspieler Rafael Martín Vázquez, der jedoch selbst nach nur etwas mehr als zwei Monaten wieder seinen Platz räumen musste, nachdem er es auf lediglich drei Siege und zwei Remis aus elf Ligaspielen gebracht hatte. Als neuer Trainer wurde der im Sommer nach einem halben Jahr im Amt ausgeschiedene Juan Sabas vorgestellt. Sabas betreute die Mannschaft daraufhin in den letzten zwei Saisonspielen und erreichte dabei einen 2:0-Auswärtssieg im Derby gegen den Mérida AD und einen 5:0-Heimsieg über die zweite Mannschaft von Betis Sevilla im letzten Spiel der regulären Saison. Obwohl Extremadura in dieser Saison vier verschiedene Trainer hatte, hielt sich die Mannschaft stets im oberen Tabellenbereich und auf den Plätzen der Aufstiegs-Play-offs. In ebendiesen setzte sich Extremadura in der ersten Runde aufgrund der Auswärtstorregel gegen Deportivo Fabril durch und besiegte in weiterer Folge den CD Mirandés und den FC Cartagena. Nach dem 1:0-Sieg im Hinspiel gegen Cartagena reichte ein 0:0-Remis im Rückspiel am 24. Juni 2018 für den erstmaligen Aufstieg in die zweithöchste spanische Fußballliga, die Segunda División.

### Segunda División
Für die erste Spielzeit in der Segunda División gab die Vereinsführung namhafte Neuverpflichtungen bekannt. Darunter der von der AD Alcorcón kommende und aus der Region stammende Torhüter Casto Espinosa Barriga, genannt Casto, der zuletzt beim RSC Anderlecht spielende Diego Capel oder der zuletzt auf Leihbasis beim Miami FC aktive Vincenzo Rennella. Ihr erstes Spiel in der zweithöchsten Fußballliga des Landes bestritt die Extremadura UD am 19. August 2018 und erreichte dabei ein 1:1-Remis auswärts bei Real Oviedo. Den ersten Pflichtspieltreffer in einem Profispiel von Extremadura erzielte Álex Barrera. In der Zweiten Hauptrunde der Copa del Rey 2018/19, für die die sich das Team aufgrund seiner Platzierung im Endklassement der Segunda División B 2017/18 qualifizierte, unterlag das Team am 12. September 2018 mit 0:1 gegen die AD Alcorcón. Nach dem Remis im ersten Saisonspiel folgten für Extremadura in der Liga vier Niederlagen, ehe am 22. September 2018 auswärts gegen Rayo Majadahonda, ebenfalls ein Neuaufsteiger, der erste Pflichtspielsieg (4:1) im Profifußball gefeiert werden konnte.
Am Ende der Saison 2019/20 stieg der Verein als Vorletzter in die Segunda División B ab.

## Extremadura UD B
Am 21. Juni 2016 wurde die Extremadura UD B als zweite Herrenmannschaft und Reservemannschaft in den Verein eingegliedert. Gegründet wurde das Team bereits im Jahre 1986 als Atlético San José Promesas bzw. Club Atlético San José Promesas und spielte in den letzten Jahren in der spanischen Viertklassigkeit. Bereits bei der Gründung der Extremadura UD wurde eine Übernahme des Klubs diskutiert, ehe man sich doch dazu entschied, den Klub komplett neuzugründen. Nach einem 13. Platz in der Gruppe 14 der Tercera División in der Saison 2016/17 belegte die Mannschaft auch in der Spielzeit 2017/18 den 13. Rang im Endklassement.

## Frauenfußball
Am 15. Juli 2017 wurde die 1995 CFF Puebla gegründete und 2008 nach Almendralejo umgezogene und dort als Extremadura FCF in Erscheinung getretene Frauenfußballmannschaft in die Extremadura UD eingegliedert. Nur drei Jahre später erfolgte jedoch wieder die Trennung und so verfügt der Klub seit 2020 über keine Frauenfußballsektion.

## Spielstätte

Innenansicht des Estadio Francisco de la Hera (2017)

Als Spielstätte dient der Extremadura UD das 1996 eröffnete Estadio Francisco de la Hera, das sich im Besitz der Gemeinde Almendralejo befindet.